# Todorići (Šipovo)
Pour les articles homonymes, voir Todorići.
Todorići (en serbe cyrillique : Тодорићи) est un village de Bosnie-Herzégovine. Il est situé dans la municipalité de Šipovo et dans la république serbe de Bosnie. Selon les premiers résultats du recensement bosnien de 2013, il compte 246 habitants.

## Démographie

### Évolution historique de la population dans la localité
| 1948 | 1953 | 1961 | 1971 | 1981 | 1991 | 2013 |
| ---- | ---- | ---- | ---- | ---- | ---- | ---- |
| -    | -    | 635  | 583  | 412  | 323  | 246  |

|  |